# فرای لوئیز بلتران (سانتافه)
فرای لوئیز بلتران (به اسپانیایی: Fray Luis Beltrán) یک منطقهٔ مسکونی در آرژانتین است که در San Lorenzo Department واقع شده‌است. فرای لوئیز بلتران ۸ کیلومتر مربع مساحت و ۱۵٬۱۷۶ نفر جمعیت دارد.